# Василена Амзина
Василѐна А̀мзина е българска лекоатлетка, състезателка в бяганията на средни разстояния – 800 м и 1500 м.

## Биография
Родена е във витошкото село Бистрица на 29 юни 1942 г.
Попада съвсем случайно и сравнително късно в атлетиката. Първите ѝ години на пистата са свързани с бягането на 400 м. Постепенно треньорите откриват спортните ѝ качества на бегачка на 800 м, а по-късно и на 1500 м.
Амзина завоюва първия си златен медал през 1963 г. – става републиканска шампионка на 800 м с време 2:11,0.
През 1972 г. в Берлин, на вътрешно състезание на ГДР, Амзина среща на 800 м Гунхилд Хофмайстер и побеждава след фотофиниш с равен резултат – 1:59,9. Дотогава по-бързо е бягала само световната рекордьорка Хилдегард Фалк – 1:58,45, и Амзина става втора атлетка в света с време под две минути на 800 м.
На Олимпиадата същата година още в първия ден от атлетическите състезания Амзина пада след сблъсък, предизвикан от друга състезателка, продължава участието си въпреки получената контузия, но резултатите вече са под възможностите ѝ.
Последните стартове на Амзина са през 1977 г., когато приключва състезателната си кариера с 4:27,2 на 1500 м. Продължава по-нататък вече като треньорка на подрастващите.
Почива на 19 декември 2017 г. в София.